# Jan de la Bouverie
Jan de (la) Bouverie (prinsbisdom Luik, midden 15e eeuw – hertogdom Brabant, 1493) was een edelman in de Bourgondische Nederlanden. Hij was lid van de Raad van State en de Geheime Raad, lid van de Grote Raad van Mechelen, kanselier van Brabant (1481-1483) en diplomaat voor het echtpaar Maria van Bourgondië en Maximiliaan I van Oostenrijk.

## Levensloop

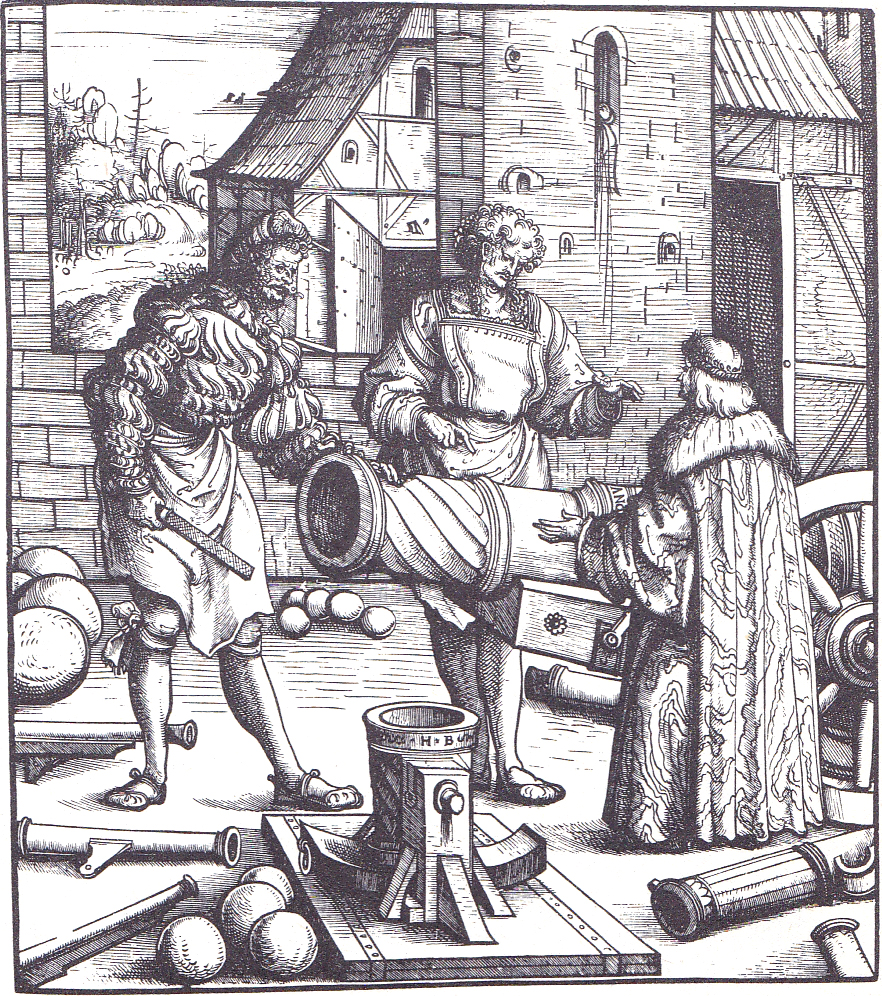
Maximiliaan I van Oostenrijk bezoekt een wapensmid.

De familie de Bouverie, ook de la Bouverie genoemd, was afkomstig van het prinsbisdom Luik. Bouverie droeg formeel de titel van poorter van de stad Luik. Bouverie was heer van Bierbeek en heer van Sint-Joris-Weert in het hertogdom Brabant.
Vanaf 1467 zetelde Bouverie in de Raad van State der Nederlanden, na benoeming door hertog Karel de Stoute, hertog van Bourgondië. Hij oefende in de Raad van State ook de functie uit van procureur-generaal. Bouverie was eveneens lid van de Geheime Raad van de hertog. In 1473 benoemde de hertog hem tot vice-president van de Grote Raad van Mechelen. Lange tijd was hij waarnemend voorzitter ter vervanging van de afwezige voorzitter Jan van Carondelet.
Hertogin Maria van Bourgondië, die haar vader had opgevolgd (1477), deed vaak beroep op Bouverie. Hij ontpopte zich als diplomaat in dienst van haar en haar man Maximiliaan I van Oostenrijk, de latere Rooms-Duits keizer. Dit was nodig omwille van de oorlogsinspanningen van de Nederlanden in de Bourgondische Successieoorlog (1477-1482), gericht tegen koning Lodewijk XI van Frankrijk. Zo sprak Bouverie de ridders van het Gulden Vlies toe in Brugge (1478) in naam van Maximiliaan van Oostenrijk. In 1481 onderhandelde hij in Saint-Quentin tevergeefs met Franse diplomaten over het einde van de Bourgondische Successieoorlog. Bouverie was vergezeld door Jean de Berghes. Het hoogtepunt van zijn carrière was zijn periode als kanselier van het hertogdom Brabant (1481-1483), een van de Bourgondische Nederlanden. Maximiliaan van Oostenrijk, ondertussen weduwnaar (1482) sloot vrede met de Fransen in het vredesverdrag van Atrecht (1482). Kanselier Bouverie was aanwezig om de kleine prinsen Filips de Schone en Margaretha van Oostenrijk te vertegenwoordigen. Prinses Margaretha, 2 jaar oud, werd in het verdrag uitgehuwelijkt met kroonprins Karel van Frankrijk.
Na de oorlog bleef Bouverie in diplomatieke dienst van Maximiliaan. Maximiliaan was ondertussen tot Rooms-Duitse koning gekozen (1486). Bouverie haalde de stad Sint-Omaars over om in 1487 de kant te kiezen van koning Maximiliaan. In 1488 brak de Vlaamse opstand tegen Maximiliaan uit; Vlaanderen wenste geen nieuwe oorlog van Maximiliaan. Deze laatste werd gevangen gezet in Brugge. Voor Bouverie was het alle hens aan dek om Maximiliaan diplomatiek vrij te krijgen. Door de militaire druk van Maximiliaans vader, keizer Frederik III, kwam Maximiliaan vrij. Bouverie koos steeds de kant van de Habsburgers in het conflict met het graafschap Vlaanderen.
Bouverie stierf circa 1493 in Brabant. Hij werd begraven in Luik, in het klooster van de Minderbroeders. Zijn vrouw, Jeanne de Pannetière, werd er ook begraven.